# Aquilegia fragrans
Aquilegia fragrans là một loài thực vật có hoa trong họ Mao lương. Loài này được Benth. mô tả khoa học đầu tiên năm 1840.

## Hình ảnh

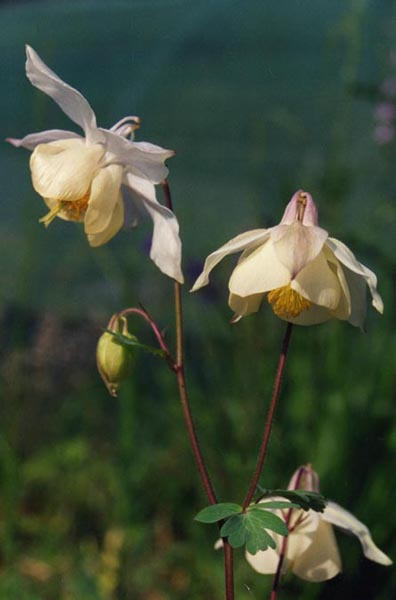
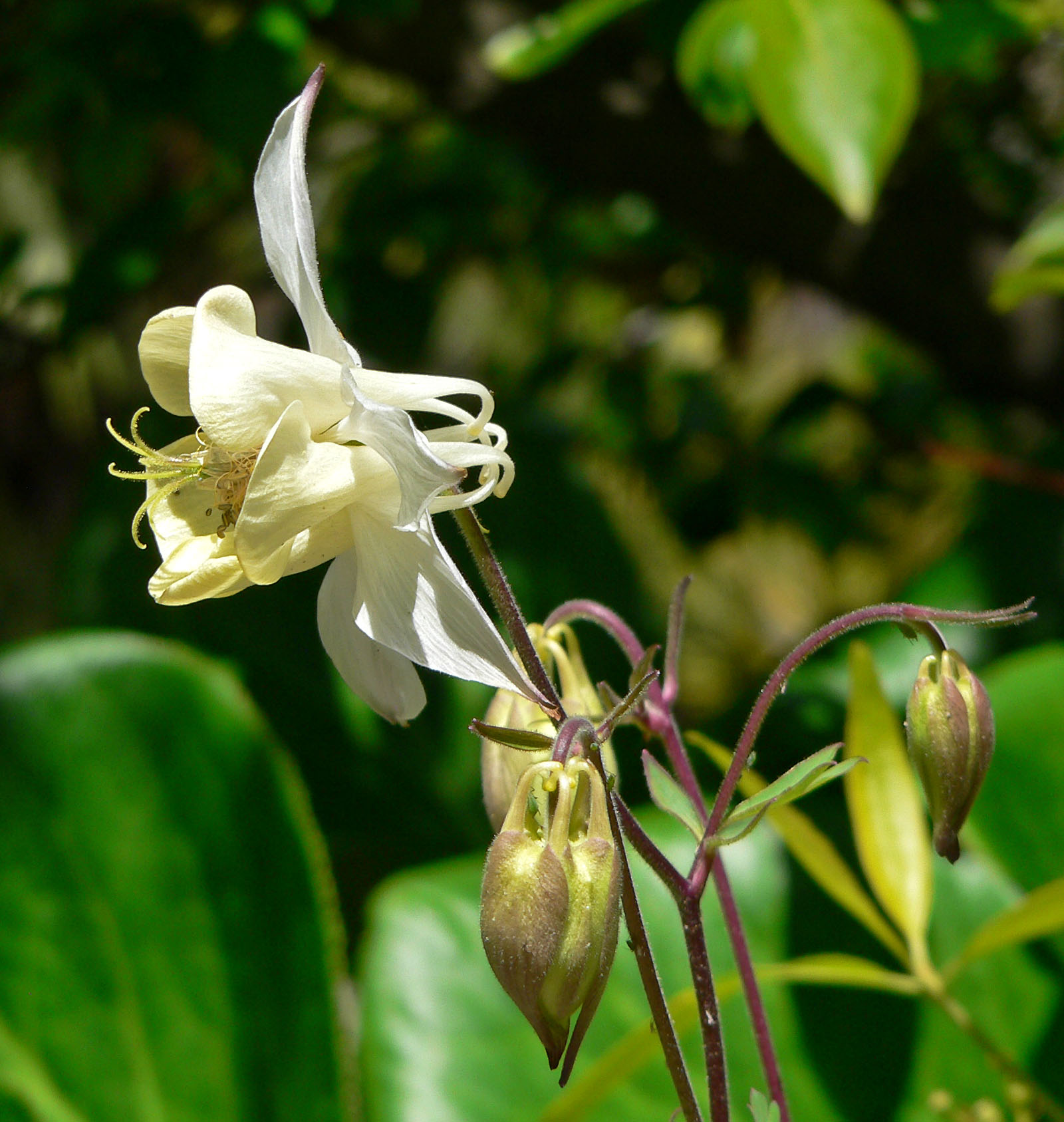
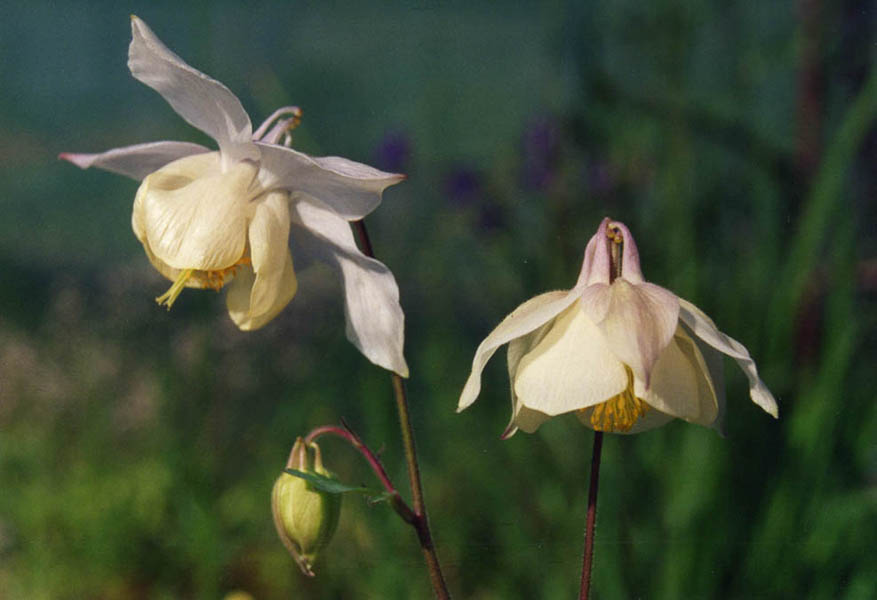
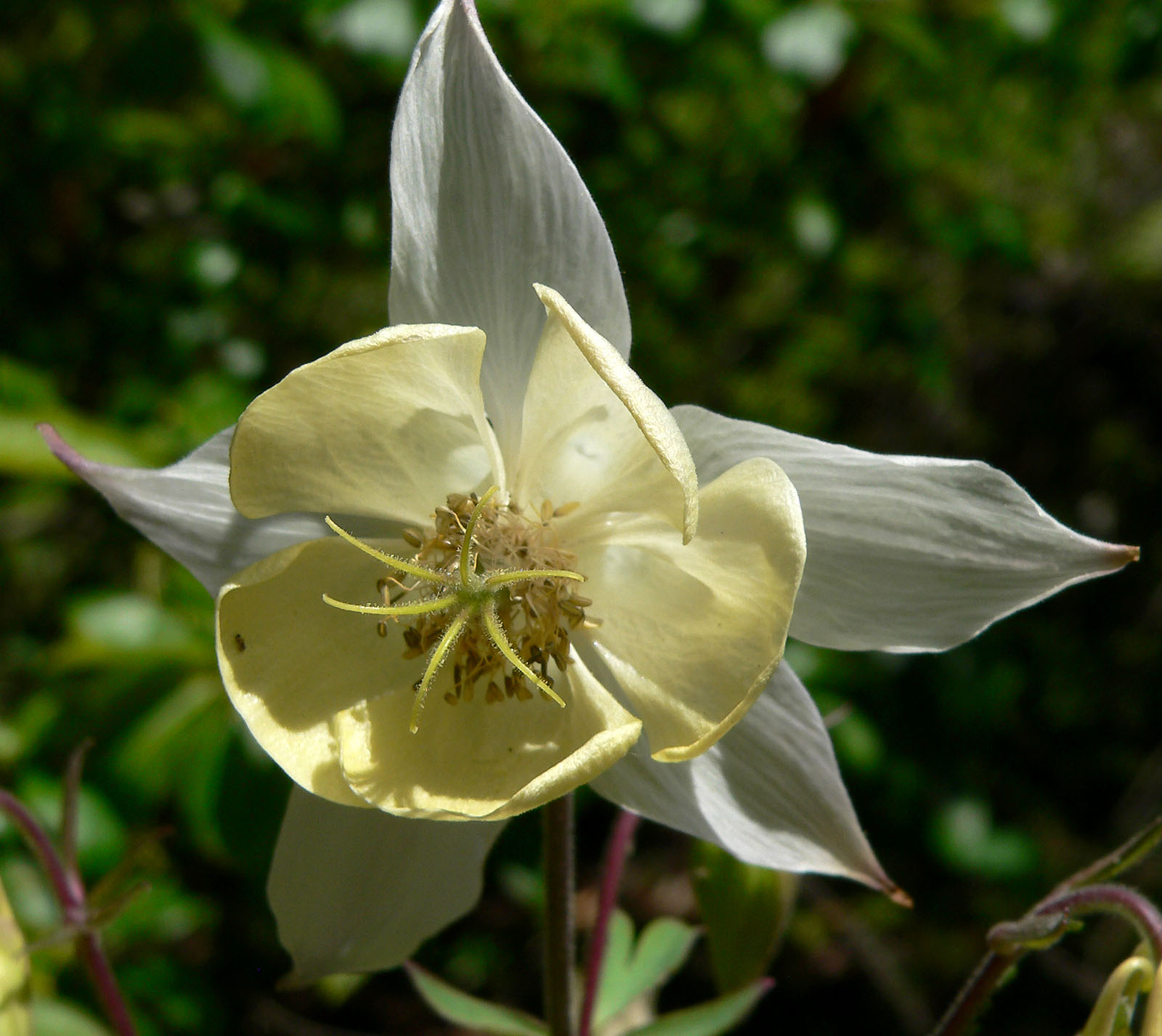